# Émile Laurent (botaniste)
Pour les articles homonymes, voir Émile Laurent et Laurent.
Émile-Ghislain Laurent, né le 5 septembre 1861 à Gouy-lez-Piéton et mort en mer le 20 février 1904, est un botaniste belge, docteur ès sciences, professeur à l'Institut agricole de l'État à Gembloux. Il mène des travaux de physiologie végétale et de bactériologie et conduit trois missions d'exploration au Congo.
Plusieurs taxons lui rendent hommage, tels que Albizia laurentii ou Millettia laurentii.

## Biographie

### Formation
Émile Laurent est né le 5 septembre 1861 à Gouy-lez-Piéton où il passe son enfance avant de suivre les cours de l'Ecole moyenne de Mons puis d'entrer à l’École d'horticulture de Vilvorde en 1877. Il obtient son diplôme le 2 septembre 1880 et commence à travailler dans l'établissement comme chef de culture. En 1882, il occupe la chaire de botanique. En 1888 il obtient un doctorat en sciences naturelles à l'université libre de Bruxelles. Il travaille alors successivement dans le laboratoire d'anatomie de de physiologie végétales de Léo Errera, à l'Institut Pasteur à Paris et au laboratoire de chimie biologique de la Sorbonne,,.
En 1892, il occupe la chaire de sciences naturelles à l’Institut agricole de l’État à Gembloux et y fonde un laboratoire dans lequel, il entreprend des recherches de pathologie.

### Missions au Congo
En 1893, Émile Laurent effectue un premier voyage au Congo sur ordre du roi pour cartographier le potentiel agricole et inspecter les plantations.

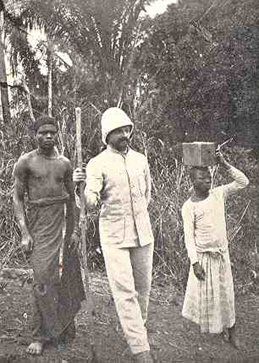
Émile Laurent avec deux Congolais.

En 1895, il est chargé par l’État indépendant du Congo de mener une une mission d’étude agronomique des plantations congolaises. Il recueille près de cinq-cents plantes pour la serre tropicale créée à Gembloux,,. Ces plantes, sont exposées avec à Tervuren en 1897 dans le cadre de l’Exposition internationale. Certaines d’entre elles sont présentées à l’Exposition internationale de Paris en 1900, où elles ont un grand succès. Un jardin colonial est alors créé à Laeken, à proximité du domaine royal, pour l'étude et l'acclimatation des plantes en provenance du Congo ainsi que d'autres plantes exotiques susceptibles d'être utilisées pour les cultures congolaises.
Après son retour en Belgique, Émile Laurent réussit à convaincre le gouvernement de l’État indépendant du Congo de créer des jardins botaniques ou d’essais au cœur de l’Afrique pour encourager le développement agricole du Congo. Le Jardin botanique d’Eala est créé par arrêté royal du roi Léopold II en date du 3 février 1900 : « Le jardin botanique [d’Eala] est destiné à réunir une collection des spécimens de la flore indigène et de végétaux exotiques tropicaux utiles. (…) Le jardin d’essais est consacré à la culture expérimentale des plantes de rapport susceptibles d’être produites dans de grandes proportions »,.
Émile Laurent embarque une troisième fois à Anvers, à destination du Congo, le 16 septembre 1900, accompagné de P. Huyghe, jardinier, et de Léon Pynaert, horticulteur formé dans divers jardins botaniques réputés dans le but d'installer le jardin botanique d'Eala. Ils emportent avec eux 48 caisses de plantes et de graines d’origine tropicale.
Émile Laurent meurt de maladie en mer lors du voyage de retour, le 20 février 1904. Son corps est immergé,.

### Résultats
Les explorations d’Émile Laurent ont eu des répercussions importantes pour la botanique et l'agriculture. Ses missions ont jeté les bases d'une première exploration scientifique des capacités agricoles de la colonie.
Émile Laurent a toujours souligné l'importance d'une connaissance approfondie de la faune et de la flore congolaise. Il dresse un premier inventaire des ressources végétales et prône la mise en place de recherches scientifiques et expérimentales. Ses conseils ont conduit aux premières institutions liées au développement agricole de l'Etat indépendant du Congo. Certains estiment cependant que les recommandations d'Emile Laurent n'ont eu que peu de suite, le roi préférant une exploitation massive du caoutchouc quand Émile Laurent considérait l'agriculture comme « la source de richesse la  plus durable des colonies équatoriales ».
Émile Laurent a découvert trois espèces de caféier et le potentiel de Coffea canephora, connu aujourd'hui sous le nom de Robusta. Parmi les plantes qu'il rapporte en Belgique, le Sansevieria laurentii est devenu très populaire. Il montre également que les lianes du genre Clitandra donne la gomme, une des richesses du Congo,.

## Distinctions
- 1887 : médaille d'or de la Société de Botanique de Belgique pour un mémoire : Sur la formation de l'amidon chez les plantes
- 1891 : médaille d'or d'Olivier de Serre, attribué par la Société Centrale d'Agriculture de France pour ses Recherches sur la fixation de l'azote.
- 1900 : élu correspondant de l'Académie royale des Sciences, des Lettres et des Beaux-Arts de Belgique.
- 1902 : élu correspondant de l'Institut  de France
- Chevalier de l'Ordre de Léopold et de l'Ordre de la Couronne.

L'Académie royale des sciences, des lettres et des beaux-arts de Belgique crée le prix Emile Laurent en hommage.

## Publications
- Conférences Sur Le Congo (1900), Kessinger publications, 2010 (réimpr. Réimpression en fac-similé de l'original de 1900), 76 p. (ISBN 978-1162357492)
- avec Émile De Wildeman, Énumération des plantes récoltées par Émile Laurent pendant sa dernière mission au Congo, Bruxelles, Vanbuggenhoudt, 1905
- Essais relatifs à la dispersion du gui en Belgique, Gand, A Hoste, 1899
- Rapport sur un voyage agronomique autour du Congo, Louvain, Trois Rois, 1896